# Middleton (Tennessee)
Middleton es una ciudad ubicada en el condado de Hardeman en el estado estadounidense de Tennessee. En el Censo de 2010 tenía una población de 706 habitantes y una densidad poblacional de 141,83 personas por km².

## Geografía
Middleton se encuentra ubicada en las coordenadas 35°3′42″N 88°53′22″O / 35.06167, -88.88944. Según la Oficina del Censo de los Estados Unidos, Middleton tiene una superficie total de 4.98 km², de la cual 4.96 km² corresponden a tierra firme y (0.36%) 0.02 km² es agua.

## Demografía
Según el censo de 2010, había 706 personas residiendo en Middleton. La densidad de población era de 141,83 hab./km². De los 706 habitantes, Middleton estaba compuesto por el 79.89% blancos, el 17.14% eran afroamericanos, el 0.42% eran amerindios, el 0.71% eran asiáticos, el 0% eran isleños del Pacífico, el 0.14% eran de otras razas y el 1.7% pertenecían a dos o más razas. Del total de la población el 1.27% eran hispanos o latinos de cualquier raza.